# Microloxia leprosa
Microloxia leprosa là một loài bướm đêm trong họ Geometridae.